# El Cube de la Isleta
El Cube de la Isleta är en ort i Mexiko.   Den ligger i kommunen Pánuco och delstaten Veracruz, i den östra delen av landet, 300 km norr om huvudstaden Mexico City. El Cube de la Isleta ligger 13 meter över havet och antalet invånare är 184.
Terrängen runt El Cube de la Isleta är mycket platt. Runt El Cube de la Isleta är det ganska glesbefolkat, med 30 invånare per kvadratkilometer. Närmaste större samhälle är Pánuco, 5,3 km väster om El Cube de la Isleta. Trakten runt El Cube de la Isleta består till största delen av jordbruksmark.